# Judô nos Jogos Olímpicos de Verão de 2012 - Até 63 kg feminino
A categoria até 63 kg feminino do judô nos Jogos Olímpicos de Verão de 2012 foi disputada no dia 30 de julho no ExCeL, em Londres.

## Formato da competição
A competição é em sistema de eliminatória simples que determina os finalistas que disputam a medalha de ouro. Os derrotados nas quartas de final competem em dois torneios de repescagem. Os vencedores deste torneio enfrentam os perdedores da semifinal na disputa por duas medalha de bronze. Em caso de empate, a luta tem uma prorrogação de três minutos, e vence aquele conseguir a primeira pontuação.

## Calendário
Horário local (UTC+1).
| Dia         | Horário          | Fase                             |
| ----------- | ---------------- | -------------------------------- |
| 31 de julho | 9:30 14:00 16:10 | Qualificatórias Semifinais Final |

## Medalhistas
| Ouro   | SLO Urška Žolnir                  |
| Prata  | CHN Xu Lili                       |
| Bronze | JPN Yoshie Ueno FRA Gévrise Émane |

## Resultados

### Chave A
|  | Primeira rodada       | Primeira rodada       | Primeira rodada |  |  | Oitavas de final      | Oitavas de final      | Oitavas de final  |      |                 | Quartas de final | Quartas de final | Quartas de final |
|  |                       |                       |                 |  |  |                       |                       |                   |      |                 |                  |                  |                  |
|  | JPN Yoshie Ueno       | JPN Yoshie Ueno       | 1000            |  |  |                       |                       |                   |      |                 |                  |                  |                  |
|  | IND Garima Chaudhary  | IND Garima Chaudhary  | 0000            |  |  | JPN Yoshie Ueno       | JPN Yoshie Ueno       | 0010              |      |                 |                  |                  |                  |
|  |                       |                       |                 |  |  | CRO Marijana Mišković | CRO Marijana Mišković | 0000              |      |                 |                  |                  |                  |
|  |                       |                       |                 |  |  |                       |                       |                   |      | JPN Yoshie Ueno | JPN Yoshie Ueno  | 0002             |                  |
|  |                       |                       |                 |  |  |                       | KOR Joung Da-woon     | KOR Joung Da-woon | 0020 |                 |                  |                  |                  |
|  |                       |                       |                 |  |  | KOR Joung Da-woon     | KOR Joung Da-woon     | 1000              |      |                 |                  |                  |                  |
|  | AZE Ramila Yusubova   | AZE Ramila Yusubova   | 0111            |  |  | AZE Ramila Yusubova   | AZE Ramila Yusubova   | 0000              |      |                 |                  |                  |                  |
|  | TKM Gulnar Hayytbaeva | TKM Gulnar Hayytbaeva | 0000            |  |  |                       |                       |                   |      |                 |                  |                  |                  |
|  |                       |                       |                 |  |  |                       |                       |                   |      |                 |                  |                  |                  |
|  |                       |                       |                 |  |  |                       |                       |                   |      |                 |                  |                  |                  |

### Chave B
|  | Primeira rodada            | Primeira rodada            | Primeira rodada |  |  | Oitavas de final           | Oitavas de final           | Oitavas de final           |      |             | Quartas de final | Quartas de final | Quartas de final |
|  |                            |                            |                 |  |  |                            |                            |                            |      |             |                  |                  |                  |
|  | CHN Xu Lili                | CHN Xu Lili                | 0101            |  |  |                            |                            |                            |      |             |                  |                  |                  |
|  | BRA Mariana Silva          | BRA Mariana Silva          | 0001            |  |  | CHN Xu Lili                | CHN Xu Lili                | 0211                       |      |             |                  |                  |                  |
|  |                            |                            |                 |  |  | ITA Edwige Gwend           | ITA Edwige Gwend           | 0002                       |      |             |                  |                  |                  |
|  |                            |                            |                 |  |  |                            |                            |                            |      | CHN Xu Lili | CHN Xu Lili      | 1000             |                  |
|  | NED Elisabeth Willeboordse | NED Elisabeth Willeboordse | 1100            |  |  |                            | NED Elisabeth Willeboordse | NED Elisabeth Willeboordse | 0001 |             |                  |                  |                  |
|  | LIB Caren Chammas          | LIB Caren Chammas          | 0001            |  |  | NED Elisabeth Willeboordse | NED Elisabeth Willeboordse | 1000                       |      |             |                  |                  |                  |
|  |                            |                            |                 |  |  | BUR Séverine Nébié         | BUR Séverine Nébié         | 0001                       |      |             |                  |                  |                  |
|  |                            |                            |                 |  |  |                            |                            |                            |      |             |                  |                  |                  |
|  |                            |                            |                 |  |  |                            |                            |                            |      |             |                  |                  |                  |
|  |                            |                            |                 |  |  |                            |                            |                            |      |             |                  |                  |                  |

### Chave C
|  | Primeira rodada                | Primeira rodada                | Primeira rodada |  |  | Oitavas de final               | Oitavas de final               | Oitavas de final               |      |                   | Quartas de final  | Quartas de final | Quartas de final |
|  |                                |                                |                 |  |  |                                |                                |                                |      |                   |                   |                  |                  |
|  | FRA Gévrise Émane              | FRA Gévrise Émane              | 1000            |  |  |                                |                                |                                |      |                   |                   |                  |                  |
|  | GBR Gemma Howell               | GBR Gemma Howell               | 0000            |  |  | FRA Gévrise Émane              | FRA Gévrise Émane              | 0001                           |      |                   |                   |                  |                  |
|  |                                |                                |                 |  |  | CUB Yaritza Abel               | CUB Yaritza Abel               | 0001                           |      |                   |                   |                  |                  |
|  |                                |                                |                 |  |  |                                |                                |                                |      | FRA Gévrise Émane | FRA Gévrise Émane | 0000             |                  |
|  | MGL Tsedevsürengiin Mönkhzayaa | MGL Tsedevsürengiin Mönkhzayaa | 1100            |  |  |                                | MGL Tsedevsürengiin Mönkhzayaa | MGL Tsedevsürengiin Mönkhzayaa | 0001 |                   |                   |                  |                  |
|  | PLW Jennifer Anson             | PLW Jennifer Anson             | 0000            |  |  | MGL Tsedevsürengiin Mönkhzayaa | MGL Tsedevsürengiin Mönkhzayaa | 1000                           |      |                   |                   |                  |                  |
|  |                                |                                |                 |  |  | FIN Johanna Ylinen             | FIN Johanna Ylinen             | 0000                           |      |                   |                   |                  |                  |
|  |                                |                                |                 |  |  |                                |                                |                                |      |                   |                   |                  |                  |
|  |                                |                                |                 |  |  |                                |                                |                                |      |                   |                   |                  |                  |
|  |                                |                                |                 |  |  |                                |                                |                                |      |                   |                   |                  |                  |

### Chave D
|  | Primeira rodada     | Primeira rodada     | Primeira rodada |  |  | Oitavas de final      | Oitavas de final      | Oitavas de final      |      |                  | Quartas de final | Quartas de final | Quartas de final |
|  |                     |                     |                 |  |  |                       |                       |                       |      |                  |                  |                  |                  |
|  | SLO Urška Žolnir    | SLO Urška Žolnir    | 1100            |  |  |                       |                       |                       |      |                  |                  |                  |                  |
|  | GER Claudia Malzahn | GER Claudia Malzahn | 0000            |  |  | SLO Urška Žolnir      | SLO Urška Žolnir      | 1000                  |      |                  |                  |                  |                  |
|  |                     |                     |                 |  |  | ECU Estefania García  | ECU Estefania García  | 0001                  |      |                  |                  |                  |                  |
|  |                     |                     |                 |  |  |                       |                       |                       |      | SLO Urška Žolnir | SLO Urška Žolnir | 1100             |                  |
|  |                     |                     |                 |  |  |                       | ISR Alice Schlesinger | ISR Alice Schlesinger | 0000 |                  |                  |                  |                  |
|  |                     |                     |                 |  |  | ISR Alice Schlesinger | ISR Alice Schlesinger | 0002                  |      |                  |                  |                  |                  |
|  | AUT Hilde Drexler   | AUT Hilde Drexler   | 0011            |  |  | AUT Hilde Drexler     | AUT Hilde Drexler     | 0001                  |      |                  |                  |                  |                  |
|  | MAR Rizlen Zouak    | MAR Rizlen Zouak    | 0000            |  |  |                       |                       |                       |      |                  |                  |                  |                  |
|  |                     |                     |                 |  |  |                       |                       |                       |      |                  |                  |                  |                  |
|  |                     |                     |                 |  |  |                       |                       |                       |      |                  |                  |                  |                  |

### Repescagem
|  | Primeira rodada            | Primeira rodada            | Primeira rodada |  |  | Disputa do bronze              | Disputa do bronze              | Disputa do bronze |
|  |                            |                            |                 |  |  |                                |                                |                   |
|  | JPN Yoshie Ueno            | JPN Yoshie Ueno            | 0100            |  |  |                                |                                |                   |
|  | NED Elisabeth Willeboordse | NED Elisabeth Willeboordse | 0000            |  |  | JPN Yoshie Ueno                | JPN Yoshie Ueno                | 0010              |
|  |                            |                            |                 |  |  | MGL Tsedevsürengiin Mönkhzayaa | MGL Tsedevsürengiin Mönkhzayaa | 0002              |
|  |                            |                            |                 |  |  |                                |                                |                   |
|  |                            |                            |                 |  |  |                                |                                |                   |
|  |                            |                            |                 |  |  |                                |                                |                   |
|  |                            |                            |                 |  |  |                                |                                |                   |

|  | Primeira rodada       | Primeira rodada       | Primeira rodada |  |  | Disputa do bronze | Disputa do bronze | Disputa do bronze |
|  |                       |                       |                 |  |  |                   |                   |                   |
|  | FRA Gévrise Émane     | FRA Gévrise Émane     | 0010            |  |  |                   |                   |                   |
|  | ISR Alice Schlesinger | ISR Alice Schlesinger | 0002            |  |  | FRA Gévrise Émane | FRA Gévrise Émane | 0000              |
|  |                       |                       |                 |  |  | KOR Joung Da-woon | KOR Joung Da-woon | 0000              |
|  |                       |                       |                 |  |  |                   |                   |                   |
|  |                       |                       |                 |  |  |                   |                   |                   |
|  |                       |                       |                 |  |  |                   |                   |                   |
|  |                       |                       |                 |  |  |                   |                   |                   |

### Finais
|  | Semifinais                     | Semifinais       |      |  | Final       | Final |  |
|  |                                |                  |      |  |             |       |  |
|  |                                |                  |      |  |             |       |  |
|  | KOR Joung Da-woon              | 0002             |      |  |             |       |  |
|  | CHN Xu Lili                    | 0011             |      |  |             |       |  |
|  |                                |                  |      |  |             |       |  |
|  |                                |                  |      |  |             |       |  |
|  |                                |                  |      |  | CHN Xu Lili | 0011  |  |
|  |                                | SLO Urška Žolnir | 0100 |  |             |       |  |
|  |                                |                  |      |  |             |       |  |
|  |                                |                  |      |  |             |       |  |
|  |                                |                  |      |  |             |       |  |
|  |                                |                  |      |  |             |       |  |
|  | MGL Tsedevsürengiin Mönkhzayaa | 0000             |      |  |             |       |  |
|  | SLO Urška Žolnir               | 1000             |      |  |             |       |  |